# Corso Trieste (Marino)
Corso Trieste (semplicemente  'u Corsu in dialetto marinese) è una delle strade principali del centro storico della città di Marino, in provincia di Roma, nell'area dei Castelli Romani. È la via più commerciale e animata del centro storico, su cui prospettano edifici anche storicamente ed architettonicamente rilevanti.
Corso Trieste è un'arteria realizzata nella seconda metà del XVII secolo dal cardinal Girolamo Colonna, quarto duca di Marino, nel piano più esteso di riqualificazione urbanistica del feudo. La strada percorreva esternamente le antiche mura basso-medioevali che difendevano il rione Santa Lucia, nella zona chiamata Orti Boezi. Lungo la strada andarono sorgendo edifici importanti, poiché la via era un po' una passerella per la popolazione marinese in occasione di processioni o pubbliche ricorrenze. Inizialmente, attorno al 1580 il cardinale Giovan Battista Castagna, futuro papa Urbano VII ed amico del feudatario Marcantonio II Colonna, fece erigere Palazzo Castagna, imponente edificio in peperino noto come  'u Palazzu Pentu per i numerosi fregi dipinti presenti sulla facciata. In seguito, tra il 1640 ed il 1662 venne posta in opera la Basilica di San Barnaba, a cui si aggiunse attorno al 1690 l'Oratorio del Gonfalone: queste strutture occupano un intero isolato prospettante su Corso Trieste, per una lunghezza complessiva di una novantina di metri. Infine, risalgono ragionevolmente al XVIII secolo alcuni edifici raffinati tra cui Palazzo Capri. Dopo l'Unità d'Italia, fra il 1881 ed il 1884, il Comune fece realizzare al termine del Corso, sull'attuale piazza Giacomo Matteotti, una nuova residenza municipale, attualmente nota come Palazzo Matteotti. Nel XIX secolo erano famose le scalette del Corso, poiché ogni portone aveva la sua scaletta in peperino: nel secondo dopoguerra, con l'innalzamento del livello di calpestio, sono rimaste solo pochissimi esempi di queste scalette. Durante la seconda guerra mondiale alcuni edifici del Corso furono colpiti dai bombardamenti alleati, in seguito ai quali venne anche liberata dalle abitazioni che la avevano fino ad allora attorniata la torre circolare dell'antica Rocca Frangipane, che si prospetta all'angolo tra il Corso e piazza Matteotti. 
Il toponimo originario di Corso Trieste era in realtà Strada Larga: solo in epoca fascista prese il nome di Corso Vittorio Emanuele II che rimase fino alla caduta del Fascismo nel 1944, quando assunse la denominazione attuale.

## Galleria d'immagini

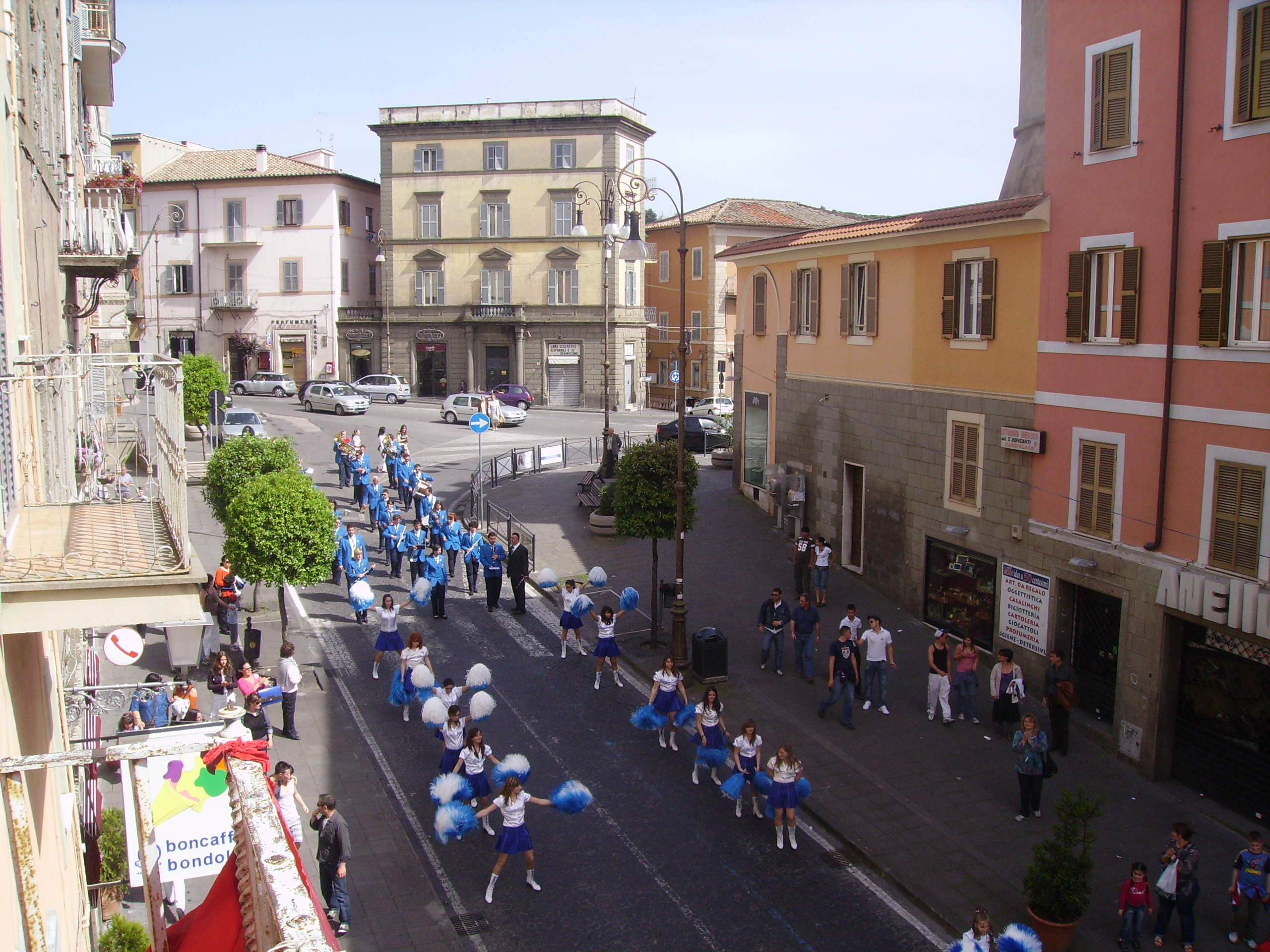
Il concerto filarmonico Enrico Ugolini in parata alla fine di Corso Trieste verso piazza Giacomo Matteotti.
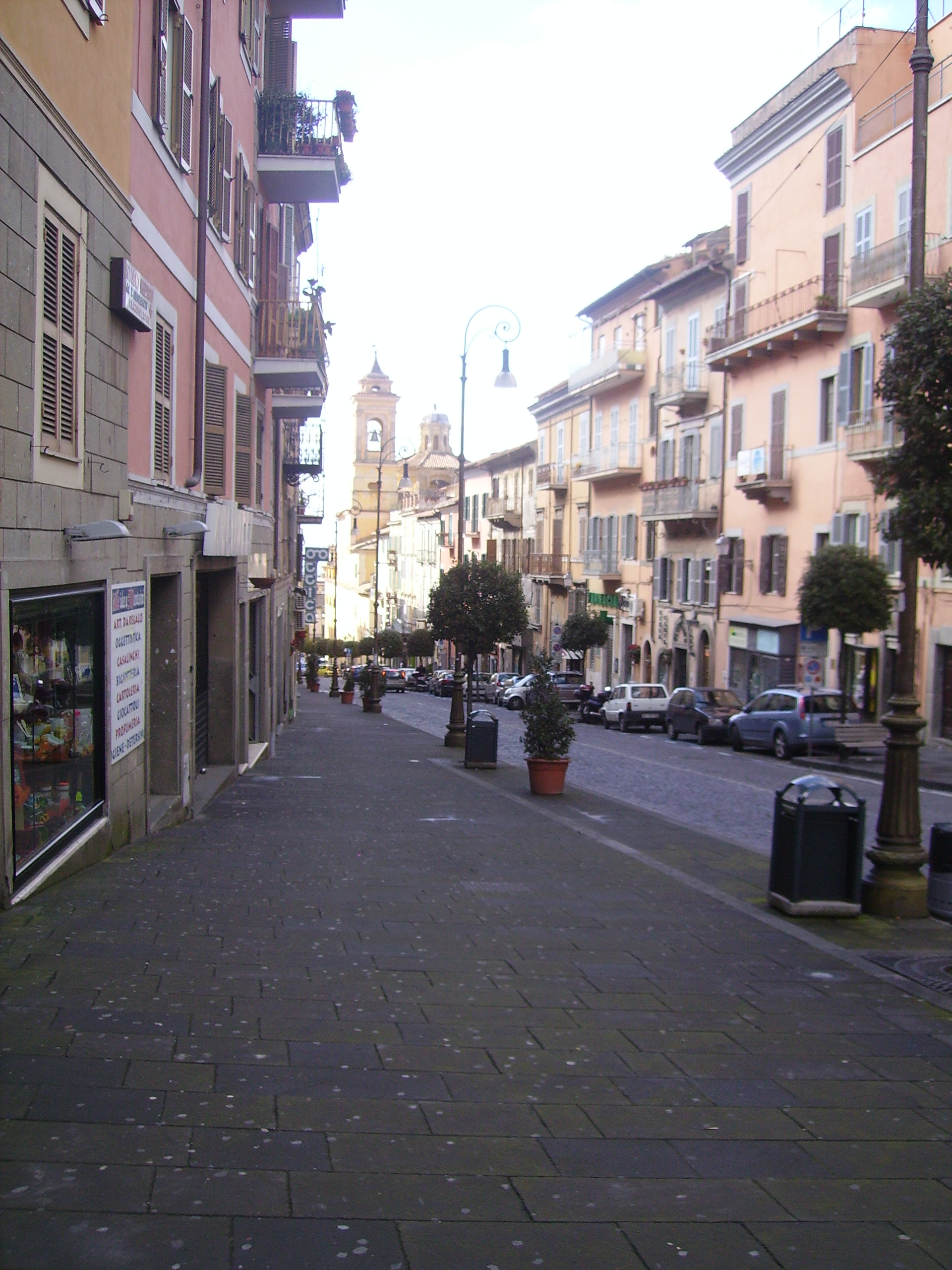
Uno scorcio di Corso Trieste da piazza Giacomo Matteotti.
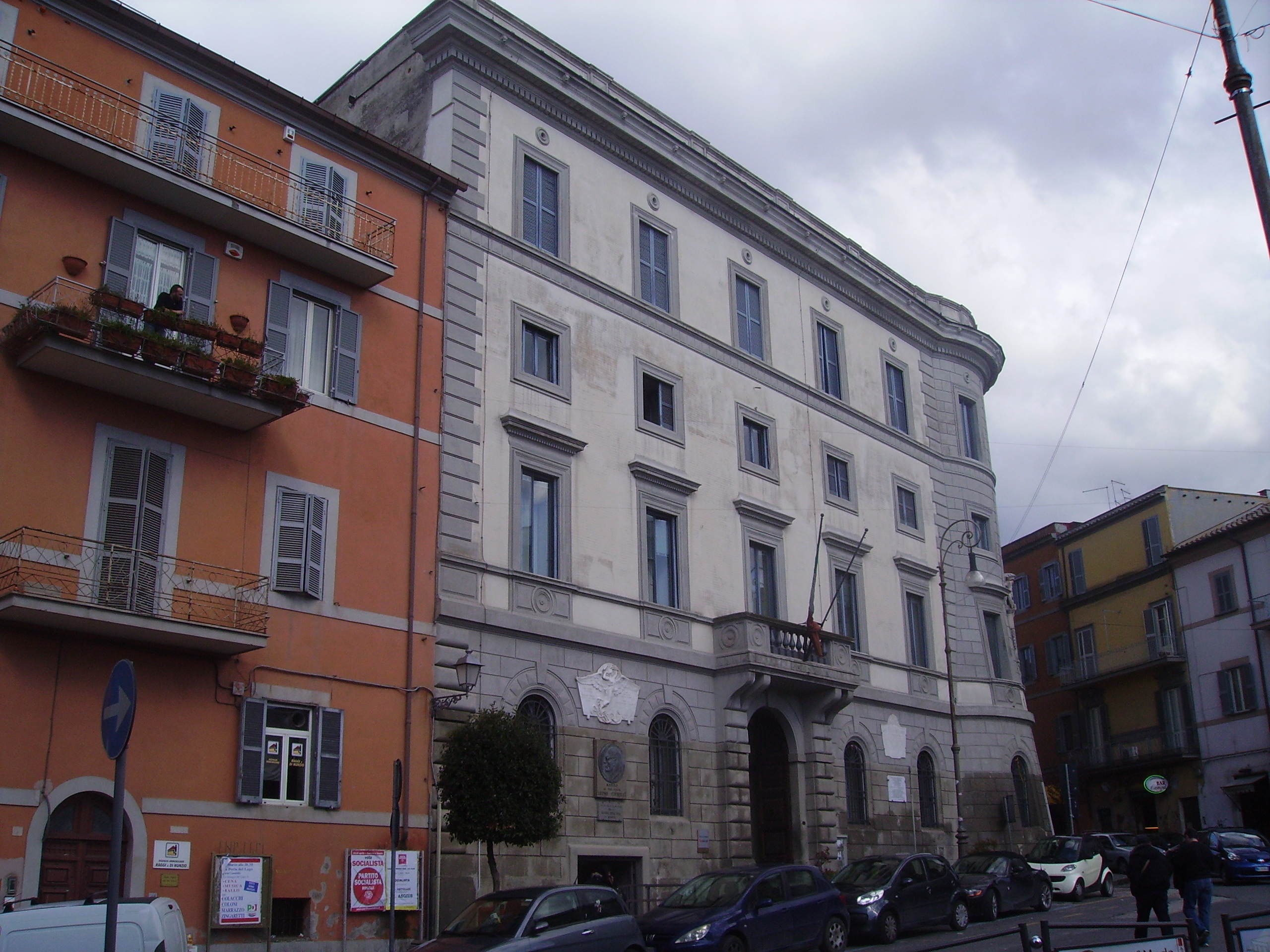
Palazzo Matteotti alla fine del Corso.
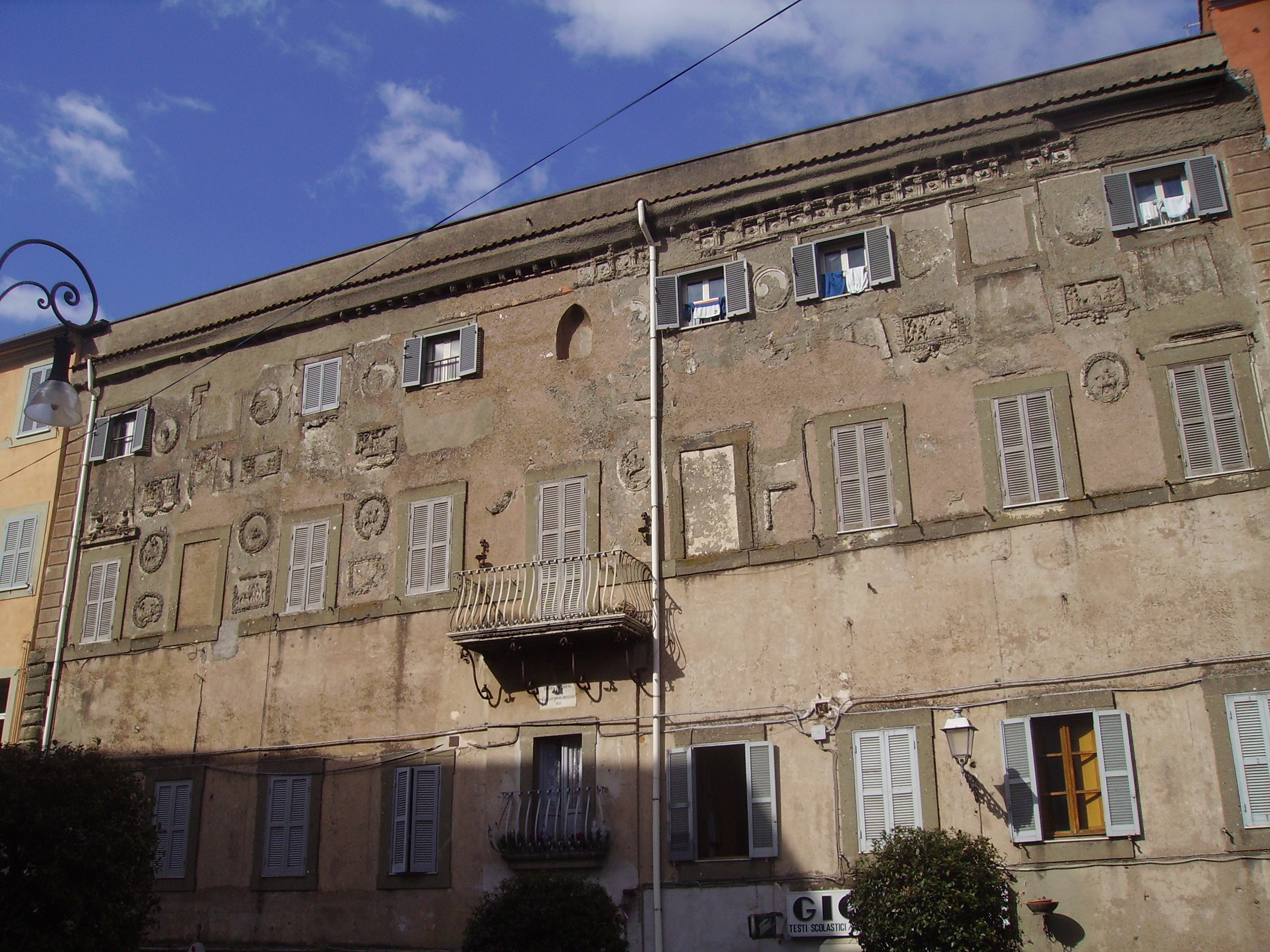
Palazzo Castagna.
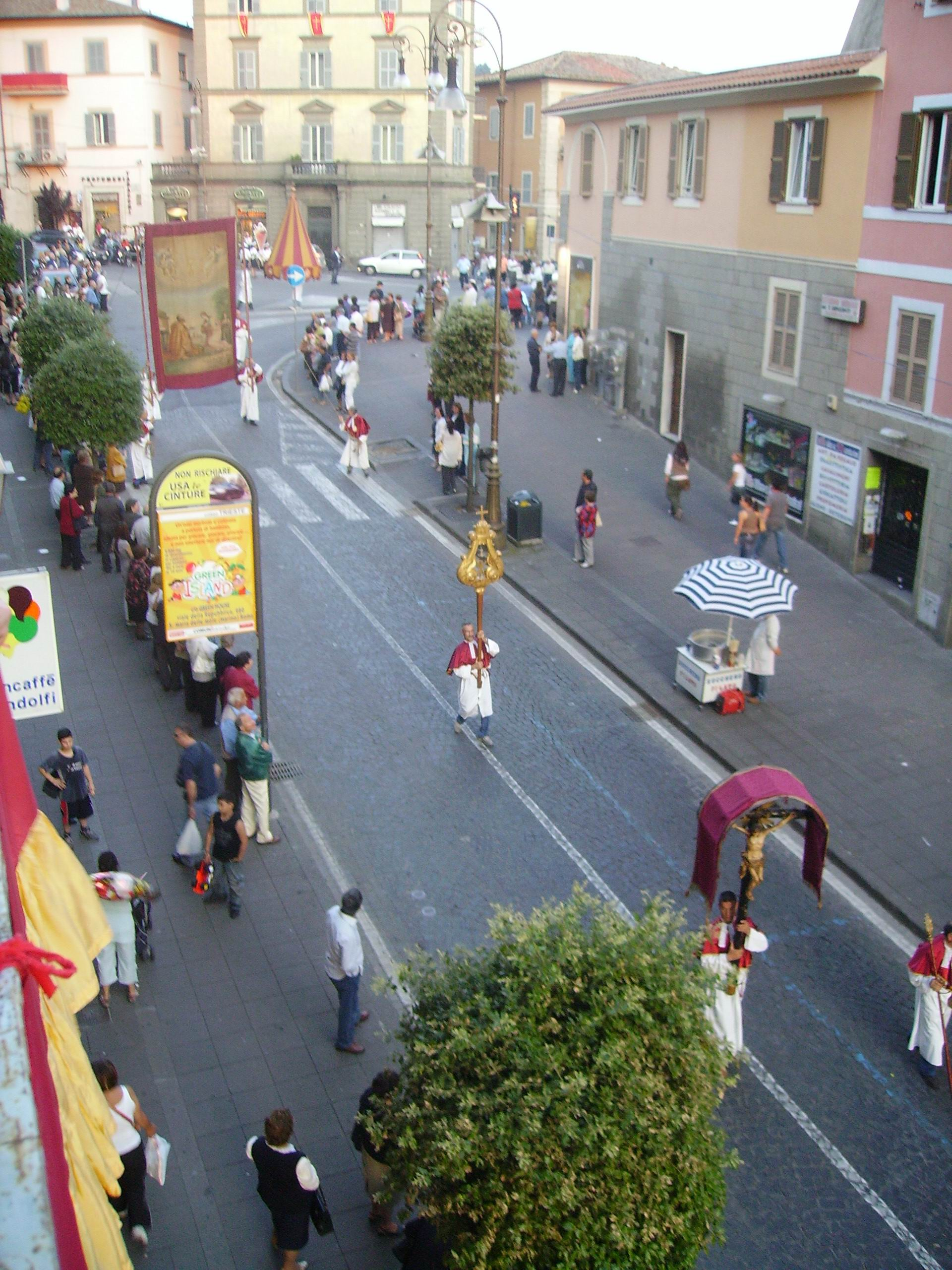
La processione religiosa lungo Corso Trieste in occasione della festa di San Barnaba 2007.